# Jardín botánico de Cienfuegos
El Jardín Botánico de Cienfuegos es un jardín botánico de 97 hectáreas, que se encuentra en las afueras de la ciudad de Cienfuegos en Cuba.
Este jardín botánico es el más importante de la red existente en Cuba, debido a ser el más antiguo, y el que tiene colecciones de plantas más completas enfocadas a la investigación en mejoras de cultivos y para la exportación a terceros países.
Fue declarado Monumento Nacional el 20 de octubre de 1989.
El código de identificación del Jardín Botánico de Cienfuegos en el "Botanic Gardens Conservation International" (BGCI) es CIENF.

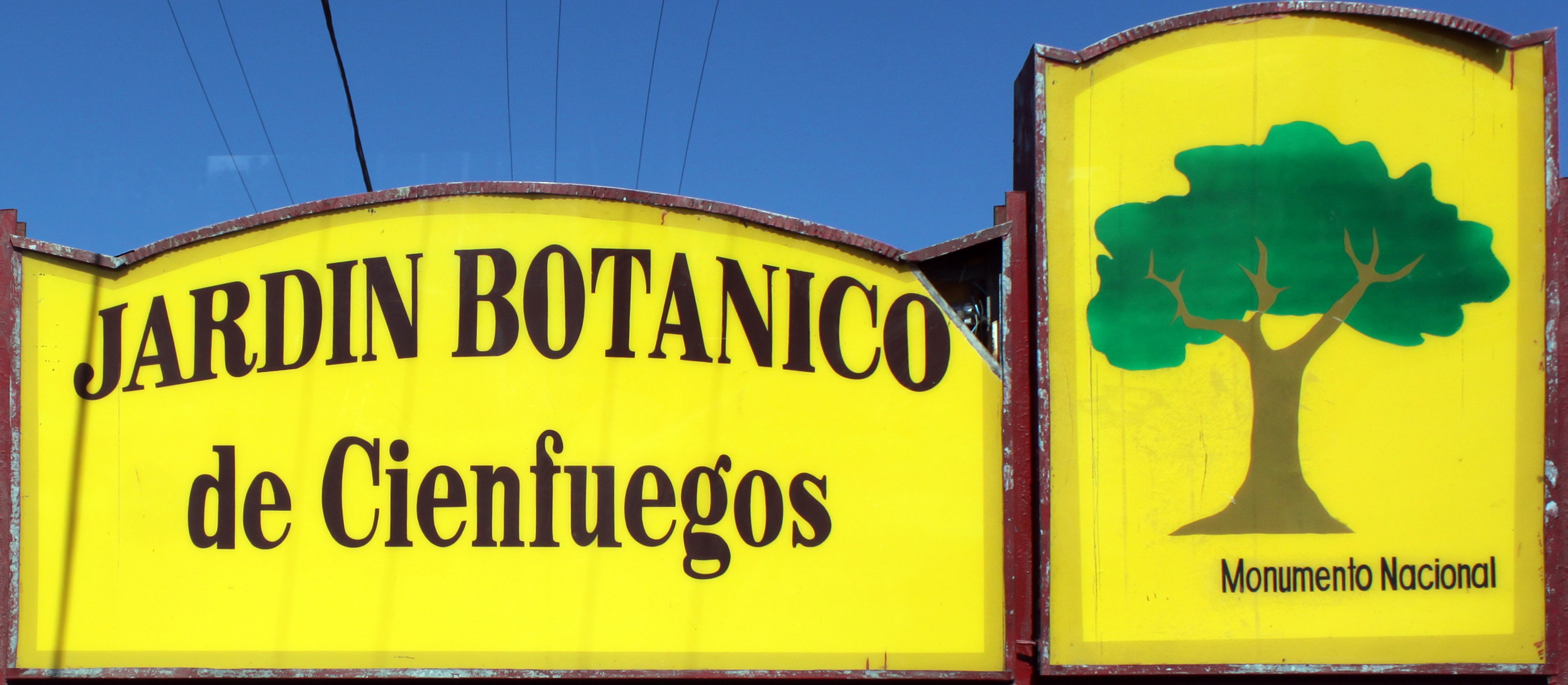
Placa indicativa del jardín botánico.

## Localización
Se encuentra situado a unos 15 km de Cienfuegos, enclavado en áreas aledañas al molino de azúcar actual Central Pepito Tey, en la carretera que conduce a Trinidad.
Jardín Botánico de Cienfuegos C.A.I. - Pepito Tey, Cienfuegos C.P. 59290 Provincia de Cienfuegos Cuba.
Planos y vistas satelitales.
- Temperatura media anual: 24,5 °C
- Temperatura media máxima: 30,4 °C
- Temperatura media mínima: 20,0 °C
- Promedio anual de lluvia: 1400 mm
- Altura: 50 m s. n. m.
- Naturaleza del suelo: Pardo sin carbonato, típico sobre roca ígnea intermedia.

## Historia
La fundación del Jardín Botánico de Cienfuegos tuvo lugar a finales del siglo XIX cuando el acaudalado empresario estadounidense Edwin F. Atkins, radicado en Cuba, adquiere la antigua central azucarera de "Soledad del Muerto", con la intención de fomentar un centro de investigaciones botánicas para la mejora de las variedades de caña de azúcar existentes y la posibilidad de obtener nuevos cultivares.
Cuando comienza a funcionar como un jardín botánico fue en el otoño del 1901, bajo el nombre de "Harvard Botanical Station for Tropical Research and Sugar Cane Investigation" (Estación Botánica de Harvard para la Investigación Tropical y de la caña de azúcar), contando con una extensión de una 4,5 ha.
En sus primeros 20 años se introdujeron numerosos árboles, arbustos y otros especímenes de todo el mundo. Atkins traspasó su dirección a la Universidad de Harvard en 1919.
En 1960 la Universidad de Harvard abandona el país y se hace cargo de su administración el Ministerio de la Industria, y la Universidad Central Marta Abreu de las Villas. Actualmente es una dependencia del Ministerio de Ciencias, Tecnología y Medio Ambiente en Cienfuegos.
Sus ejemplares la mayoría únicos han aguantado a través de los años a los fenómenos climatológicos más diversos, tales como la helada de 1903, y los huracanes de 1911 y de 1935 que se ensañaron con el recinto.
Más recientemente los ciclones tropicales Lily (1996) y Michelle (2001), también dejaron su huella aquí; sólo este último afectó a 32 especies únicas, que se han recuperado en la actualidad.

## Colecciones
En las 97 hectáreas de las que consta el jardín botánico (7 ha son de bosque natural preservado), se albergan más de 2.000 especies de plantas que representan 670 géneros, de 125 familias, en su mayoría arbóreas; aproximadamente el 70% de los ejemplares son de especies foráneas.
Son de destacar:
- Colección de orquídeas con más de 400 especies
- Colección de bambúes con 23 especies
- Colección de jagüeyes (Ficus), con 65 especies
- Colección de palmas con 280 especies, siendo esta colección una de las más importantes de América y del mundo. Con especies tan raras como “el árbol que camina”, “pata de elefante”, “trampa de mono”, y el de “la salchicha”, nombres populares que son bien elocuentes de las formas que presentan.
- Plantas medicinales.
- Frutales.
- Cactáceas

Se realizan investigaciones de gran importancia en la vida científica del país.
Algunas vistas del "Jardín Botánico de Cienfuegos".

Vistas
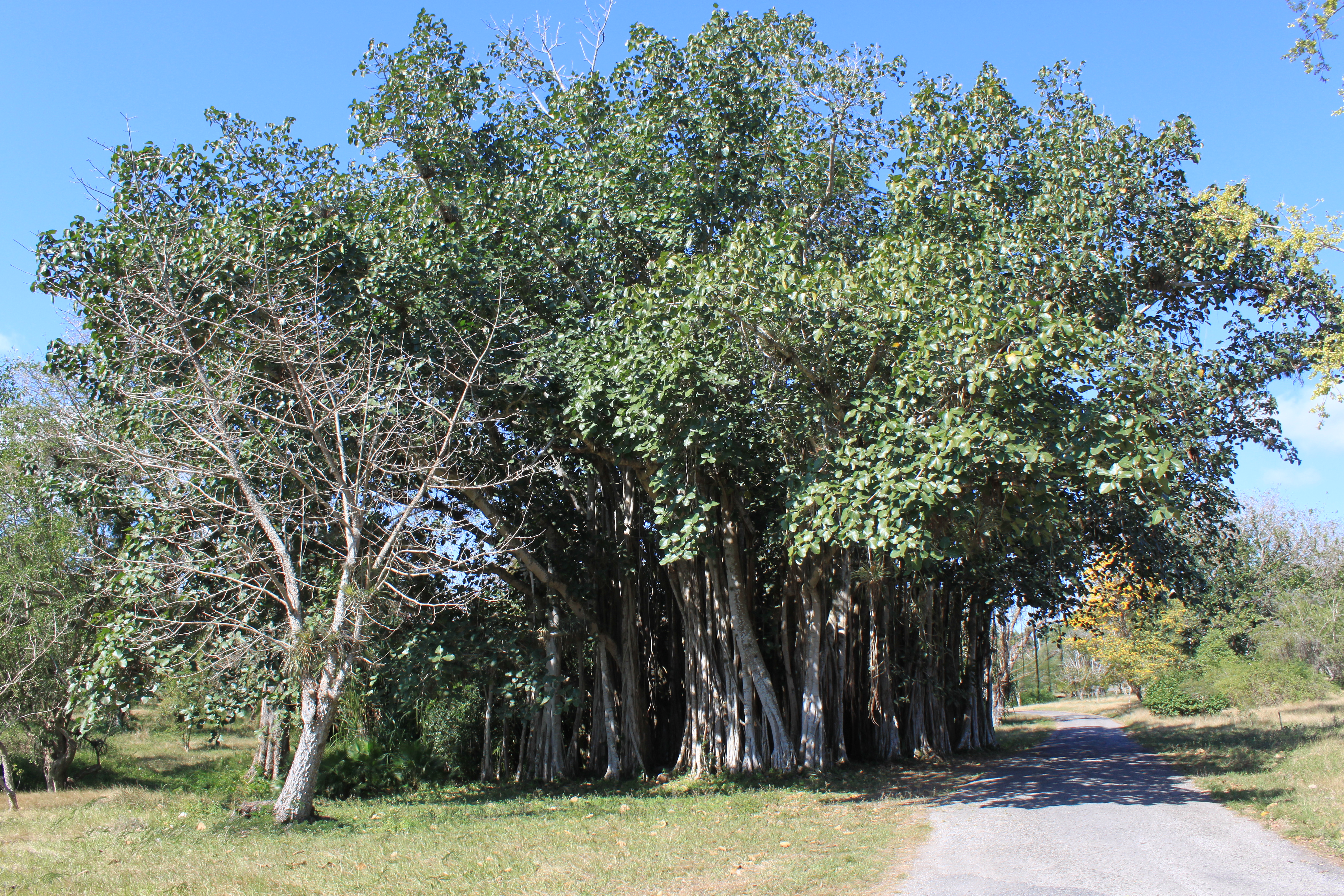
Bosquete en el interior del jardín botánico.
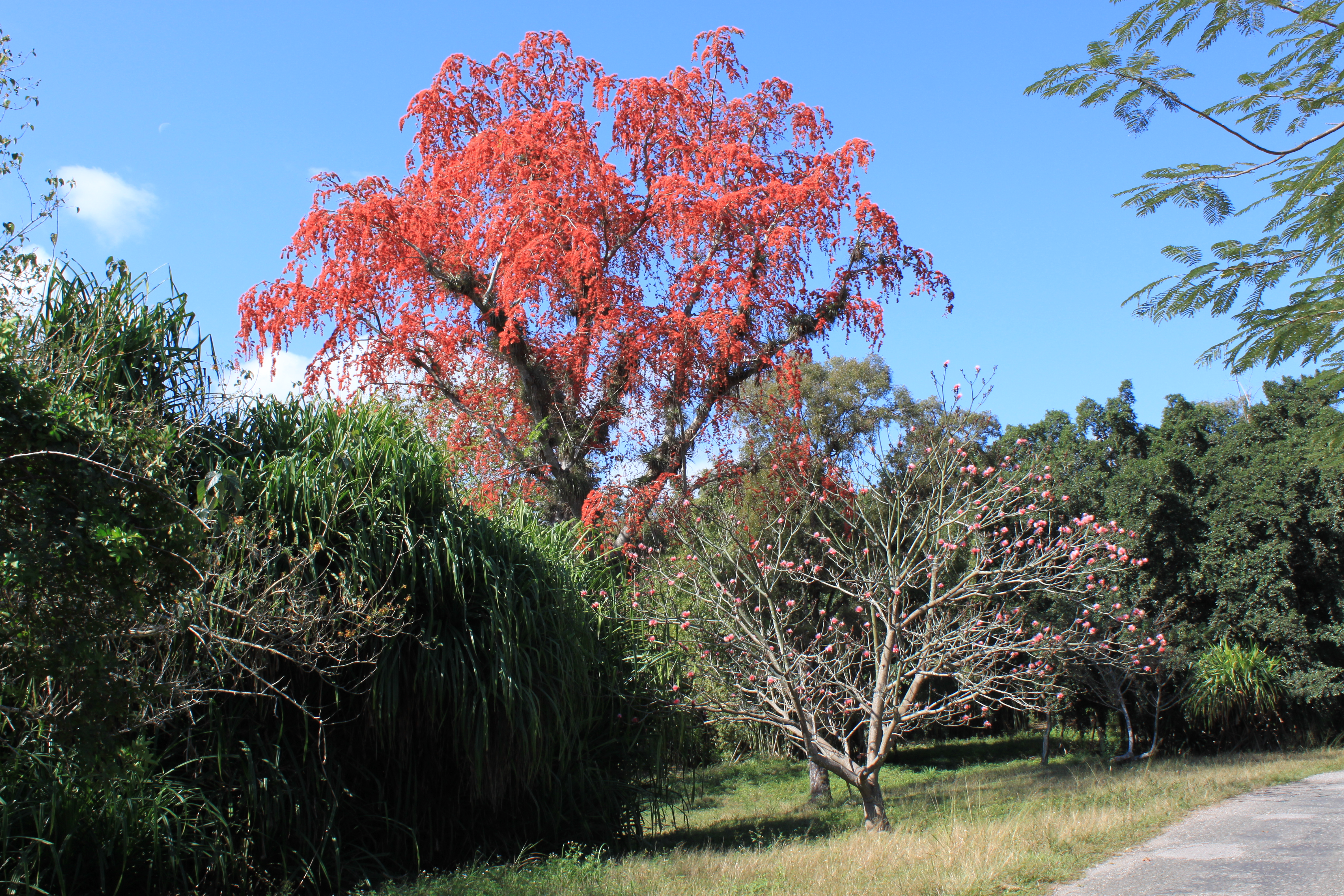
Árbol en floración.
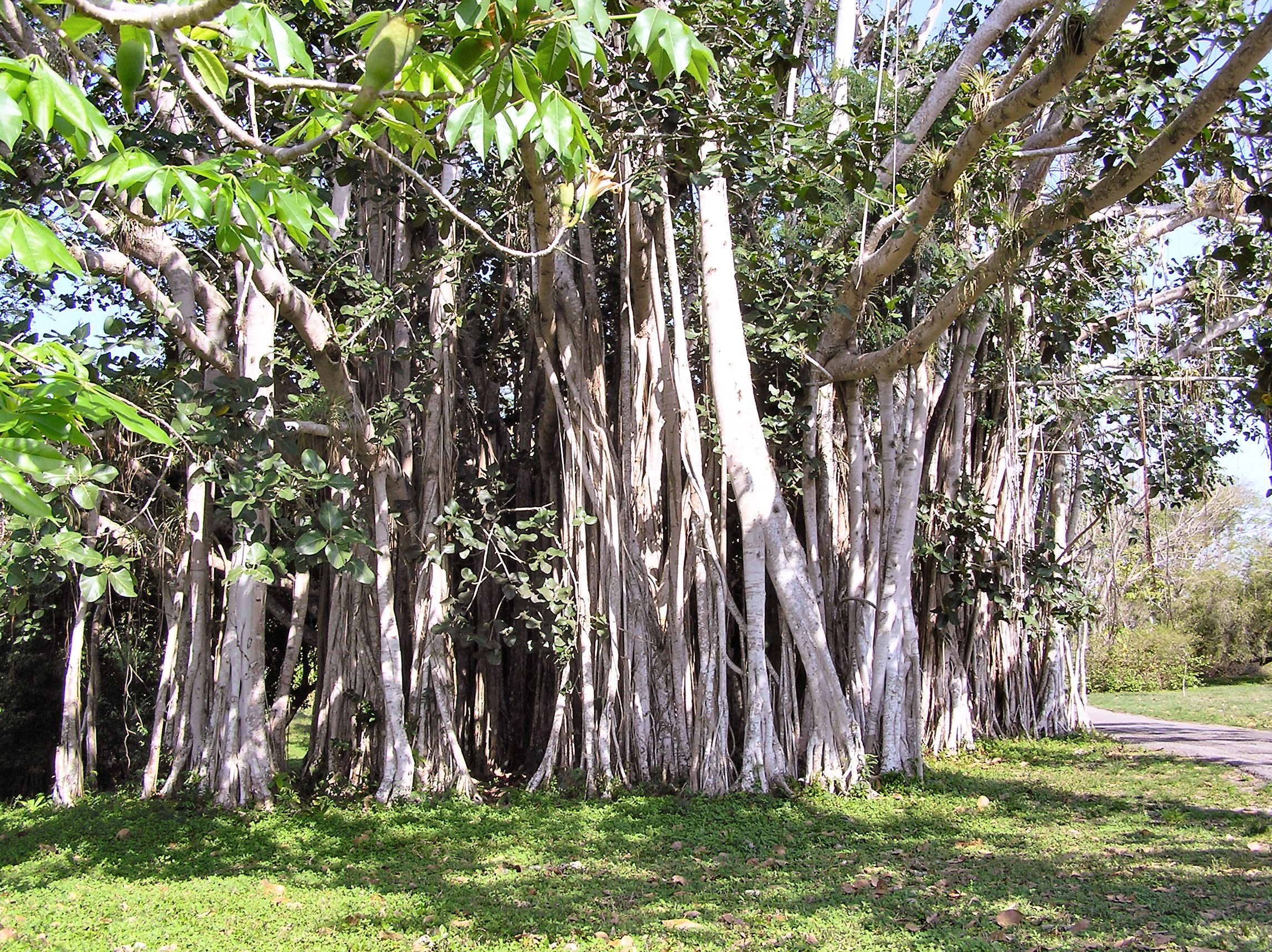
Árboles con raíces aéreas.
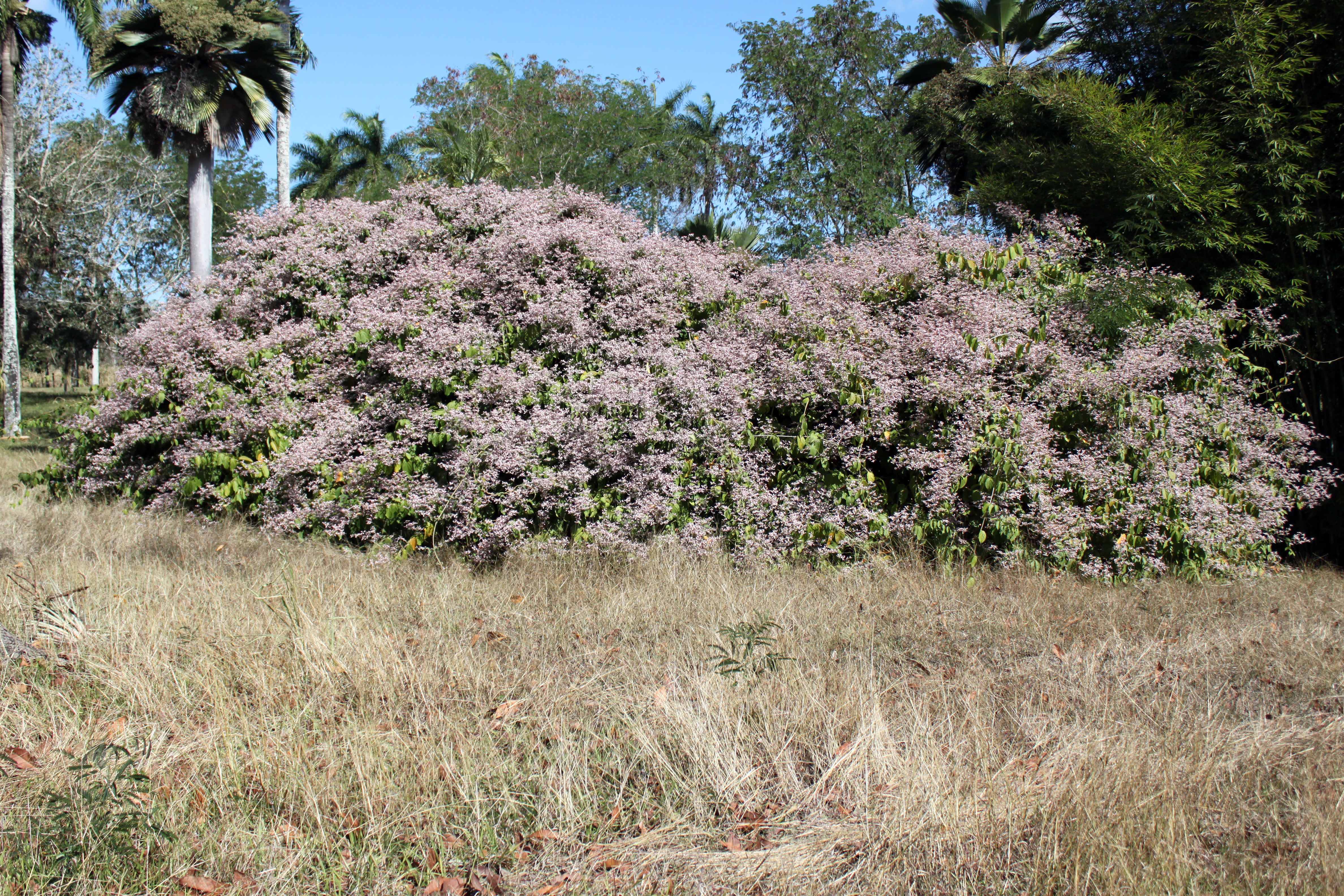
Arbustos.

Algunos especímenes del "Jardín Botánico de Cienfuegos".

Especímenes
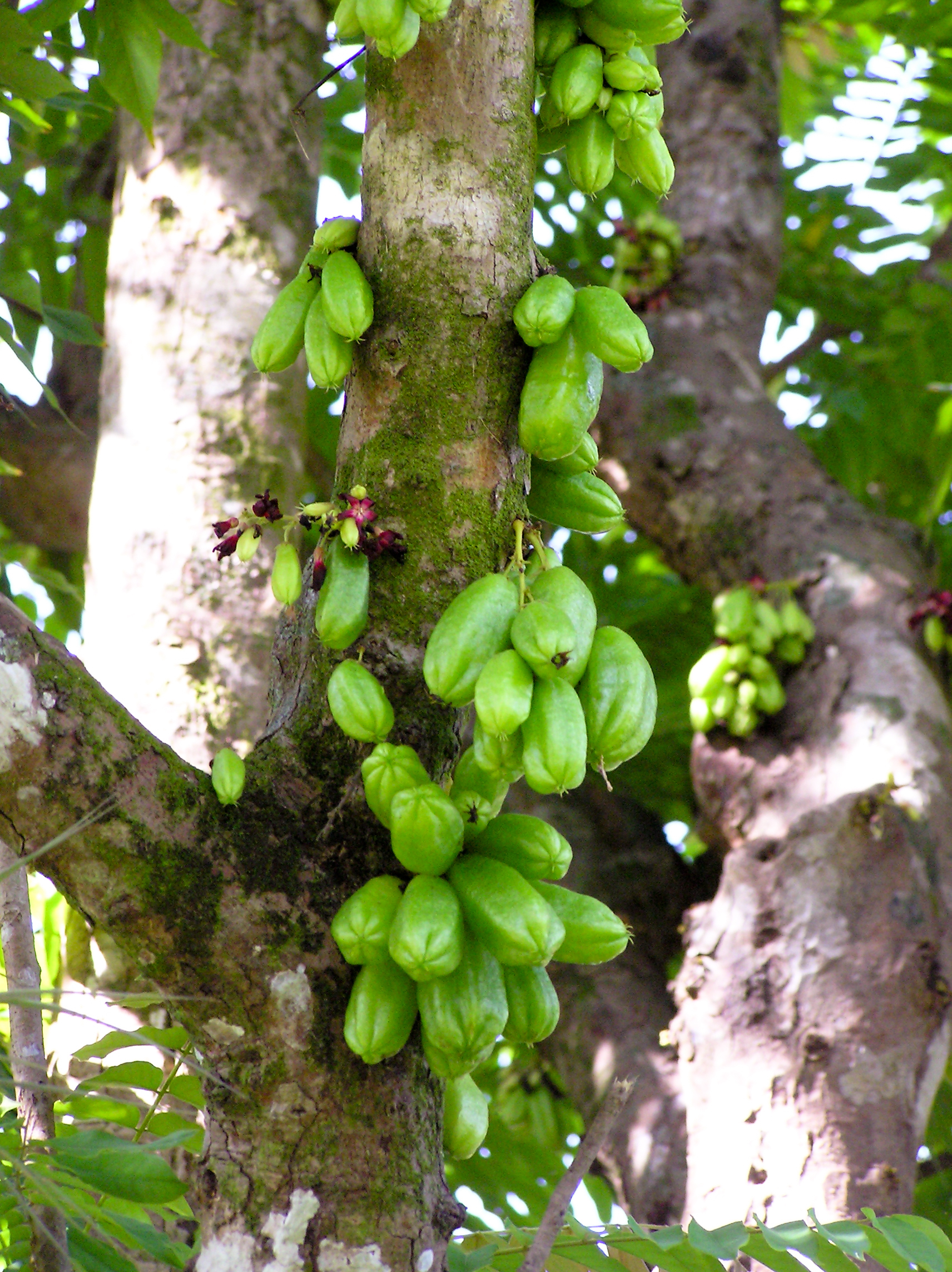
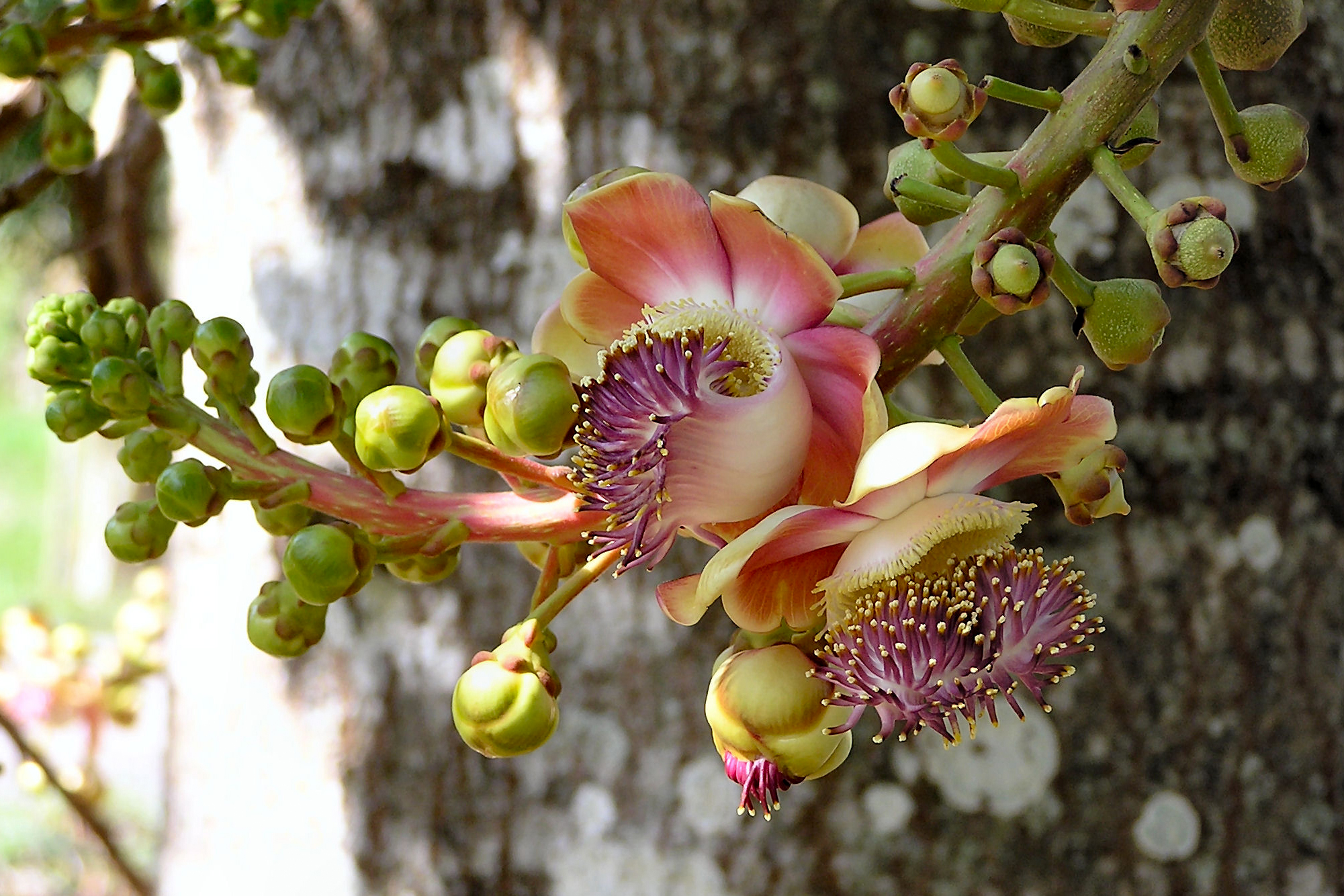
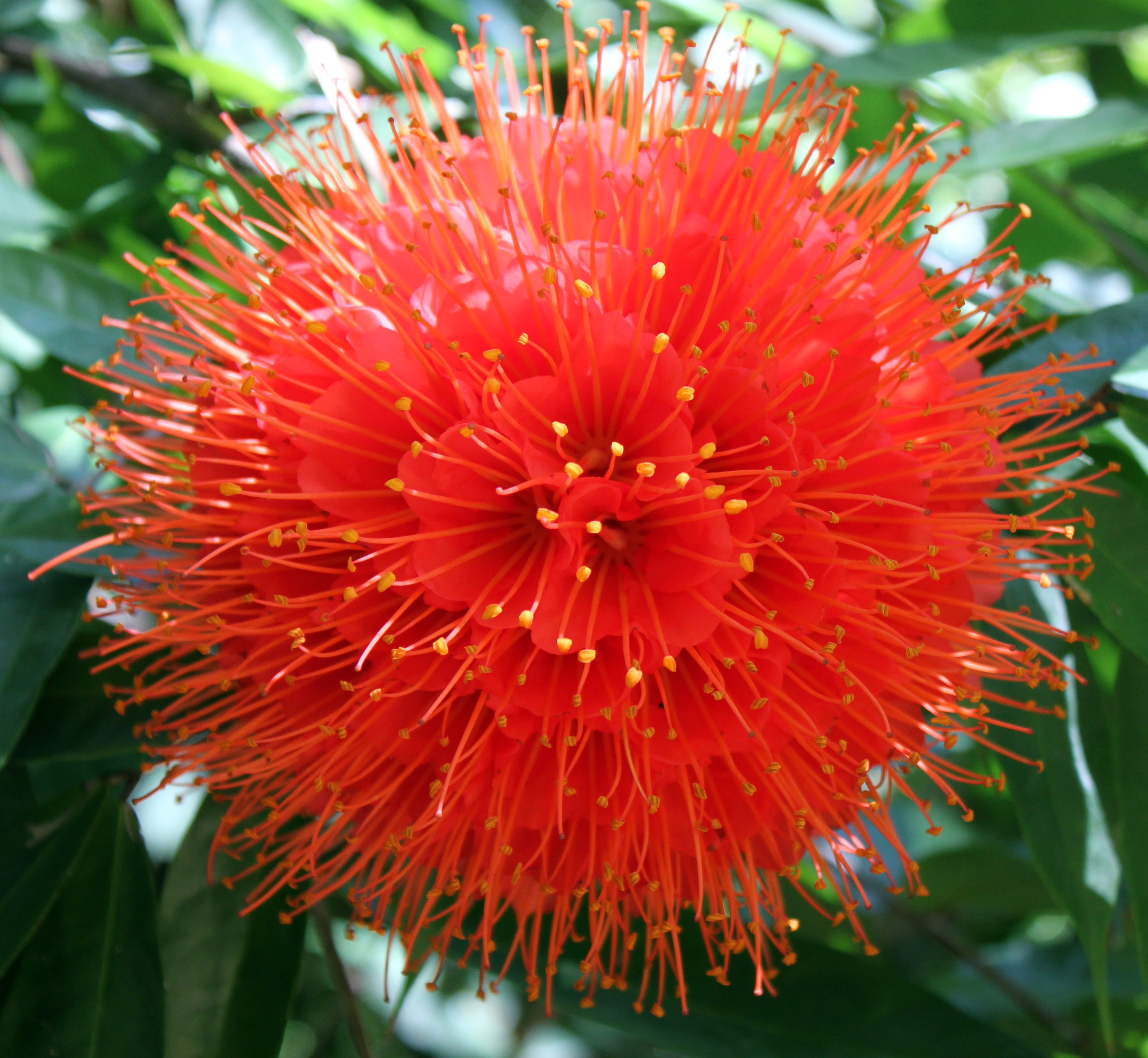
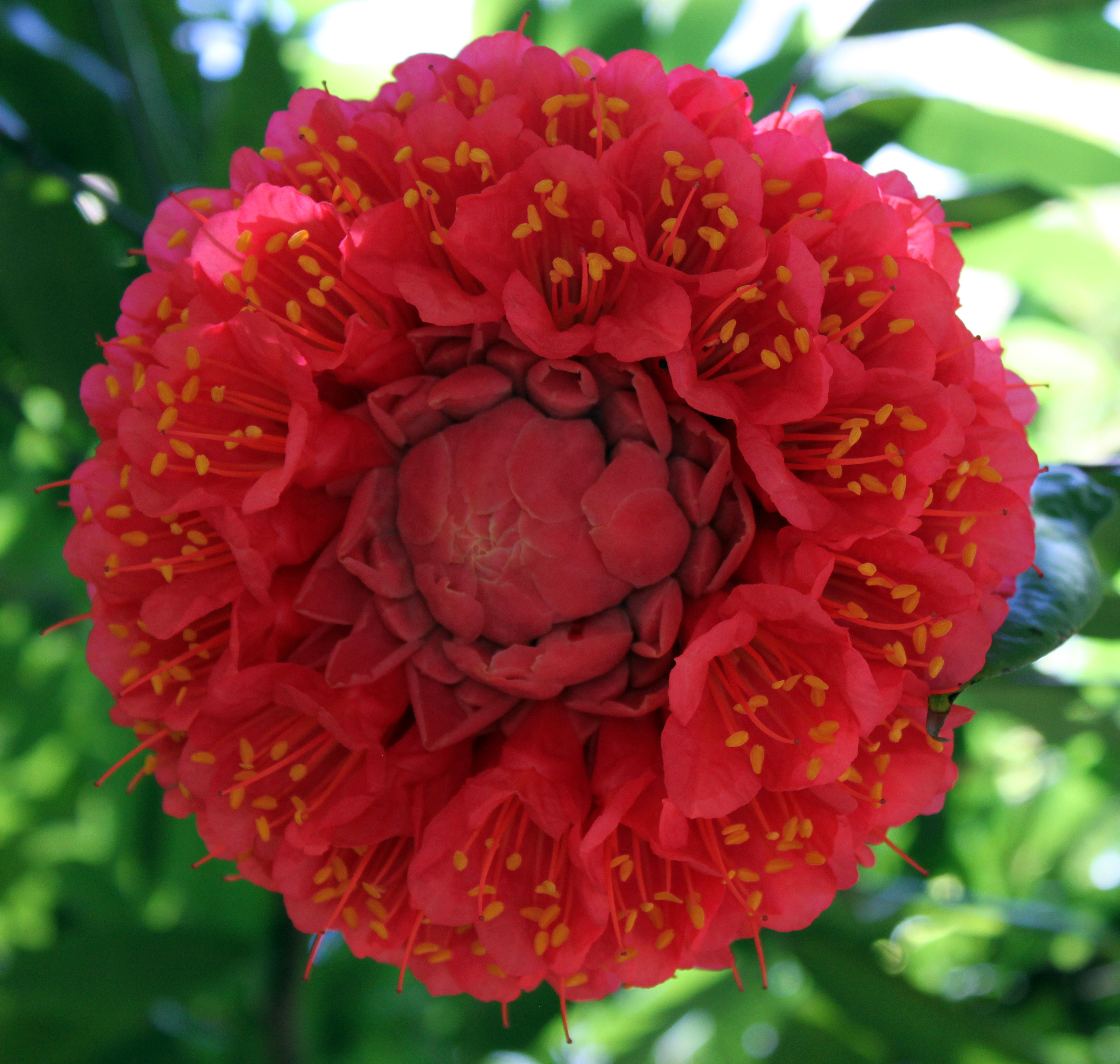
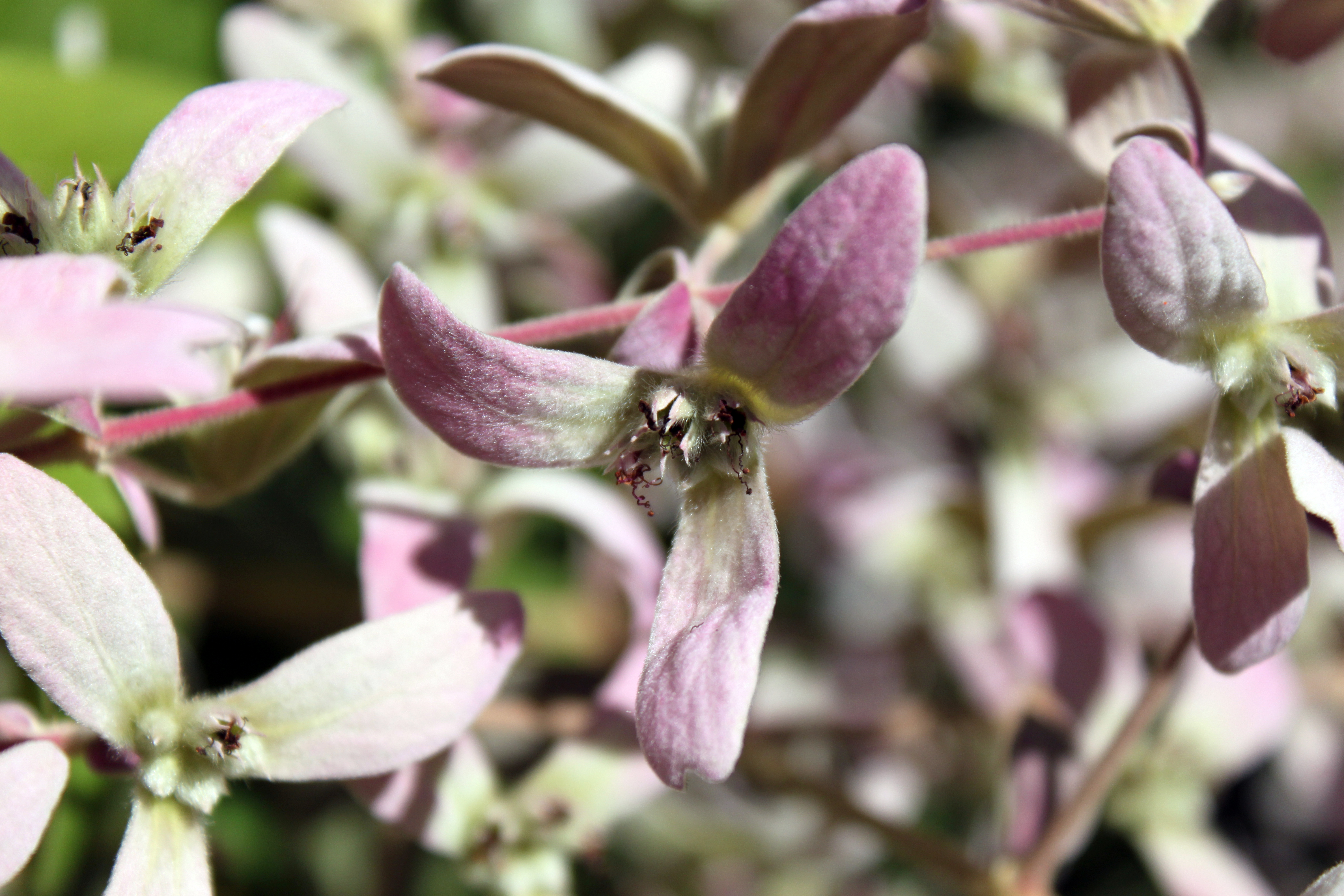